# Бочаров, Дмитрий Иванович
Дми́трий Ива́нович Бочаро́в (XVIII век) — штурман галиотa «Три Святителя», вместе с Герасимом Алексеевичем Измайловым открыл северный берег залива Аляска.

## Биография
Точная дата рождения, как и дата смерти Дмитрия Ивановича Бочарова, неизвестна. Дмитрий Иванович Бочаров был женат, но, участвуя в Большерецком бунте 1771 года и находясь в бегах, потерял свою жену, Прасковью Михайловну, в Макао.

## Большерецкий бунт
Бочаров участвовал в Большерецком бунте 1771 года. Вместе с не желавшим возвращаться в Охотск Максимом Чуриным Дмитрий Бочаров на галиоте «Святой Пётр» самовольно покинул Камчатку. Обогнув Азию и Европу и прожив больше года во Франции, Бочаров вернулся в Россию. В качестве наказания 5 октября 1773 года был определён на поселение в Иркутск.

## Открытие северного берега Аляски

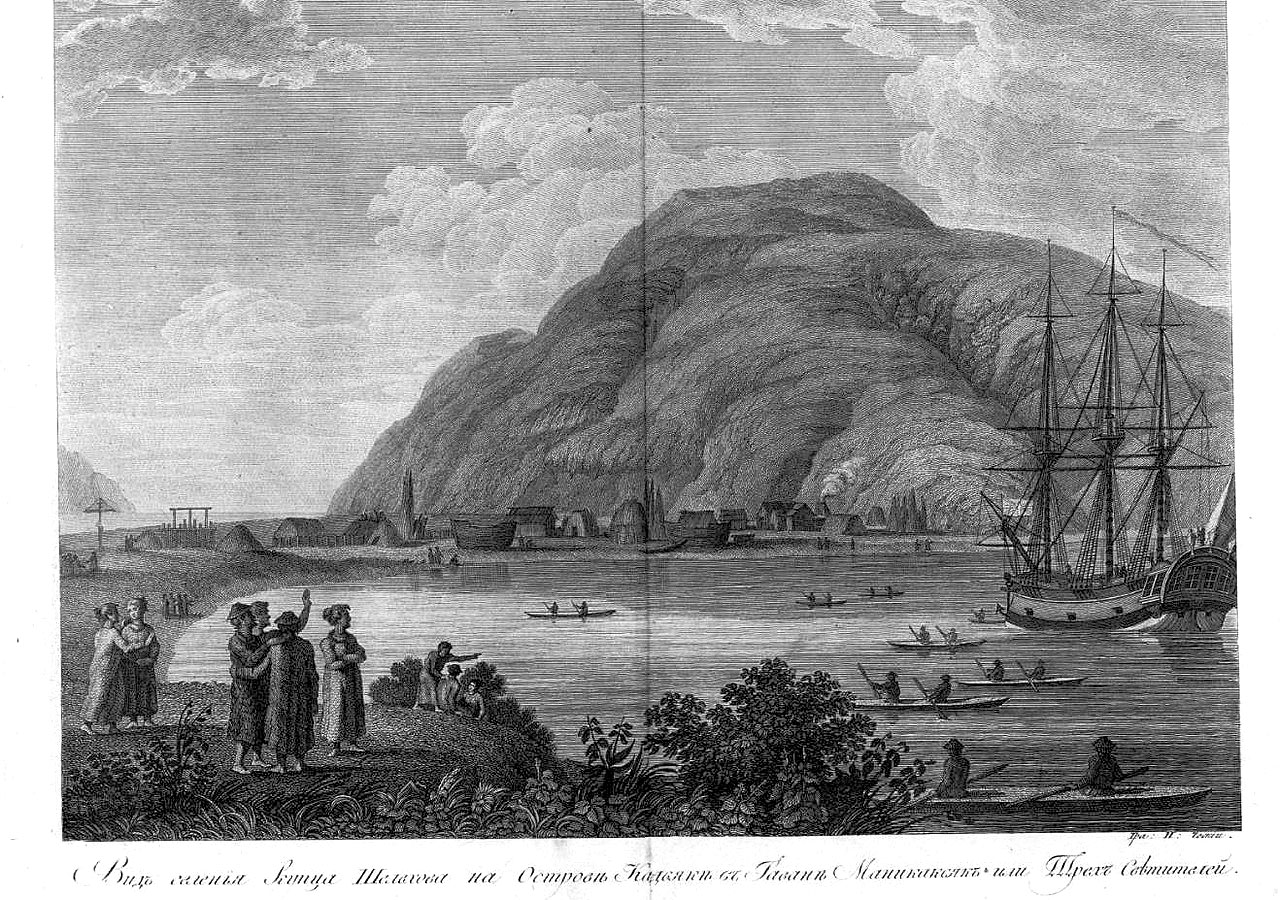
Поселение Григория Шелихова на острове Кадьяк

Через нескольких лет после смягчения наказания Бочаров принял командование промысловым ботом «Пётр и Павел» камчатских купцов-компанейщиков Луки Алина и Петра Сидорова. В путешествие на Аляску с ними отправился и купец Григорий Иванович Шелихов.
В 1783 году Григорий Иванович Шелихов взял Бочарова командиром галиота «Святой Михаил» в путествии на Кадьяк. Вместе с ними на галиоте «Три святителя» шёл штурманом Герасим Измайлов. В 1786 году Дмитрий Иванович Бочаров всё ещё находился на службе у Григория Ивановича Шелихова и под общим началом Евстратия Ивановича Деларова плавал учеником штурмана на байдарах от острова Кадьяк к Алеутским островам.
В 1788 году Дмитрий Иванович Бочаров служил подштурманом на галиоте «Три Святителя» под общим командованием Герасима Алексеевича Измайлова. Во время путешествия по северным островам Измайлов и Бочаров открыли северный материковый берег залива Аляска от полуострова Кенай до бухты Литуйя. Они составили подробный отчёт как о путешествии, так и о быте коренного населения, который был впервые опубликован в 1792 году.
В 1790 году Дмитрий Иванович Бочаров командовал галиотом «Три Святителя» под начальством Александра Андреевича Баранова и совершил путешествие от Охотска до острова Уналашка. Вблизи острова Уналашка галиот Бочарова потерпел крушение, но команде удалось спастись. Перезимовав на острове, Бочаров на двух построенных за зиму байдарах вышел в залив Бристоль и завершил исследование северного берега полуострова Аляска, которое начали ещё Креницын и Левашов. Бочаров в 1792 году пересёк полуостров у его основания, открыв таким образом короткий путь между заливом Бристоль и проливом Шелихова через реки Эгегик и озеро Бочарова.

## Наследие
В честь Дмитрия Ивановича Бочарова названо озеро Бочарова на полуострове Аляска.